# K XIV-klasse

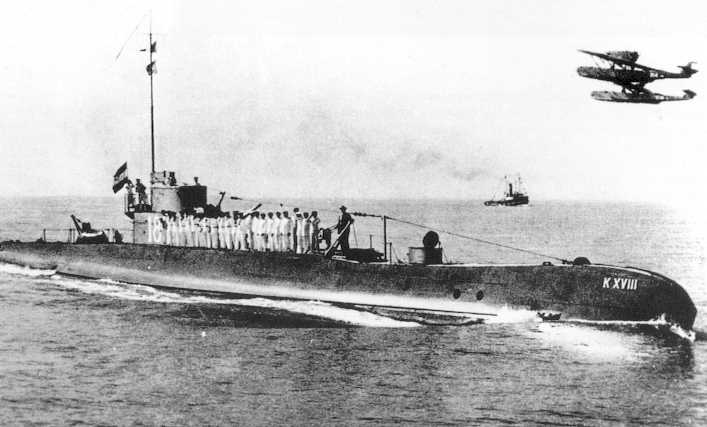
De K XVIII komt aan te Soerabaja op 11 juli 1935.
bron: Koninklijke Marine

De K XIV-klasse was een klasse bij de Nederlandse marine die vijf onderzeeboten omvatte. Het ontwerp voor de K XIV-klasse was afkomstig van de Nederlandse ingenieur J.J. van der Struyff. De boten van de K XIV-klasse waren bedoeld als patrouillevaartuig voor Nederlands-Indië en zijn daarom betaald door het Nederlandse ministerie van Koloniën, vandaar ook de K in de naam. De eerste vier boten uit de klasse zijn gebouwd door de Rotterdamse scheepswerf RDM, de laatste twee door scheepswerf Fijenoord ook uit Rotterdam.

## De Boten
- Hr. Ms. K XIV (1933-1946)
- Hr. Ms. K XV (1933-1946)
- Hr. Ms. K XVI (1934-1941)
- Hr. Ms. K XVII (1933-1941)
- Hr. Ms. K XVIII (1934-1942)

## Technische kenmerken
De boten van de K XIV-klasse hadden volgende afmetingen: lengte 73,64 meter, breedte 6,51 m, en diepgang 3,93 m. Met een waterverplaatsing van 865 ton onder water en 1045 ton boven water. De boten waren gebouwd voor een bemanning van 38. In de praktijk waren er vaak maar 34 - 36 man aan boord.
Alle schepen waren uitgerust met 2 M.A.N. dieselmotoren van 1600 pk en met twee elektromotoren van 430 pk die de twee schroeven van de boten moesten aandrijven. De elektromotoren onttrokken hun stroom aan de 192 batterijen die gedurende 3 uren 4740 Ah konden leveren. De topsnelheid boven water was 17 knopen en onder water 9 knopen, de maximale afstand boven water van 10.000 zeemijl werd behaald bij 12 knopen en onder water werd bij 8,5 knopen 26 zeemijlen gehaald.
De boten van de K XIV-klasse konden veilig duiken tot een diepte van 80 meter en waren uitgerust met drie periscopen, twee observatie en een voor radiocommunicatie.

## Bewapening
De boten van deze klasse hadden in totaal acht 53 cm torpedobuizen, vier aan de voorkant, twee aan de achterkant en twee extern. In totaal konden de boten 14 torpedo's meenemen, alle buizen vol en genoeg om alle interne buizen eenmaal te herladen. De torpedo's die werden gebruikt waren in eerste instantie de II53. Tijdens de Tweede Wereldoorlog werden echter de IV45 en de Mk XIV gebruikt.
Naast torpedobuizen waren de schepen uitgerust met één 8,8 cm kanon en twee 40 mm machinegeweren. Bij de K XIV en K XV zijn de 40 mm machinegeweren tijdens onderhoud in de Verenigde Staten verwijderen en vervangen door één 20 mm machinegeweer.